# Windsburg
Die Windsburg, auch Windsberg oder Windeberg genannt, ist eine abgegangene Höhenburg vermutlich westlich des heutigen Pirmasenser Stadtteils Windsberg in Rheinland-Pfalz.
Die Burg wurde von den  Rittern von Windsberg erbaut und 1386 erwähnt. Als weitere Besitzer werden die Grafen von Zweibrücken genannt. Im Dreißigjährigen Krieg (1618–1648) wurde die Burg zerstört. Bei der nicht mehr genau lokalisierbaren Burganlage könnte es sich um eine Spornburg gehandelt haben.